# Jüdischer Kalender für die čechoslowakische Republik
Der Jüdische Kalender für die čechoslowakische Republik war ein deutschsprachiger jüdischer Volkskalender, der 1922 in Ostrava (dt. Mährisch-Ostrau) während der Ersten Tschechoslowakischen Republik erschienen ist. Herausgegeben von Hugo Herrmann und illustriert von Paul Engelmann, bot er neben dem Kalendarium zahlreiche literarische und essayistische Texte zur Geschichte und Kultur der jüdischen Gemeinden auf dem Territorium des tschechoslowakischen Nationalstaats. Zu den literarischen Beiträgen gehören die ersten deutschen Übersetzungen nach Werken von Vojtech Rakous und Max Brod. Einige der Essays lassen zionistische und liberale Positionen erkennen, doch bemühte sich der Herausgeber ansonsten um eine unpolitische Ausrichtung seines Kalenders. Abgedruckt wurden überdies statistische Informationen zur demographischen und ökonomischen Situation der jüdischen Gemeinden in den verschiedenen Landesteilen und ein Überblick über die wichtigsten jüdischen Organisationen und ihre führenden Mitglieder, mit besonderer Berücksichtigung der zionistischen Komitees. Programmatisch sollte der Kalender zur kulturellen und gesellschaftlichen Neuorientierung der überaus heterogenen und weitverstreuten jüdischen Gemeinden im neuentstandenen tschechoslowakischen Nationalstaat beitragen.